# Nashville Predators
Los Nashville Predators (en español: Depredadores de Nashville) son un equipo profesional de hockey sobre hielo de los Estados Unidos con sede en Nashville, Tennessee. Compiten en la División Central de la Conferencia Oeste de la National Hockey League (NHL) y disputan sus partidos como locales en el Bridgestone Arena.

## Historia

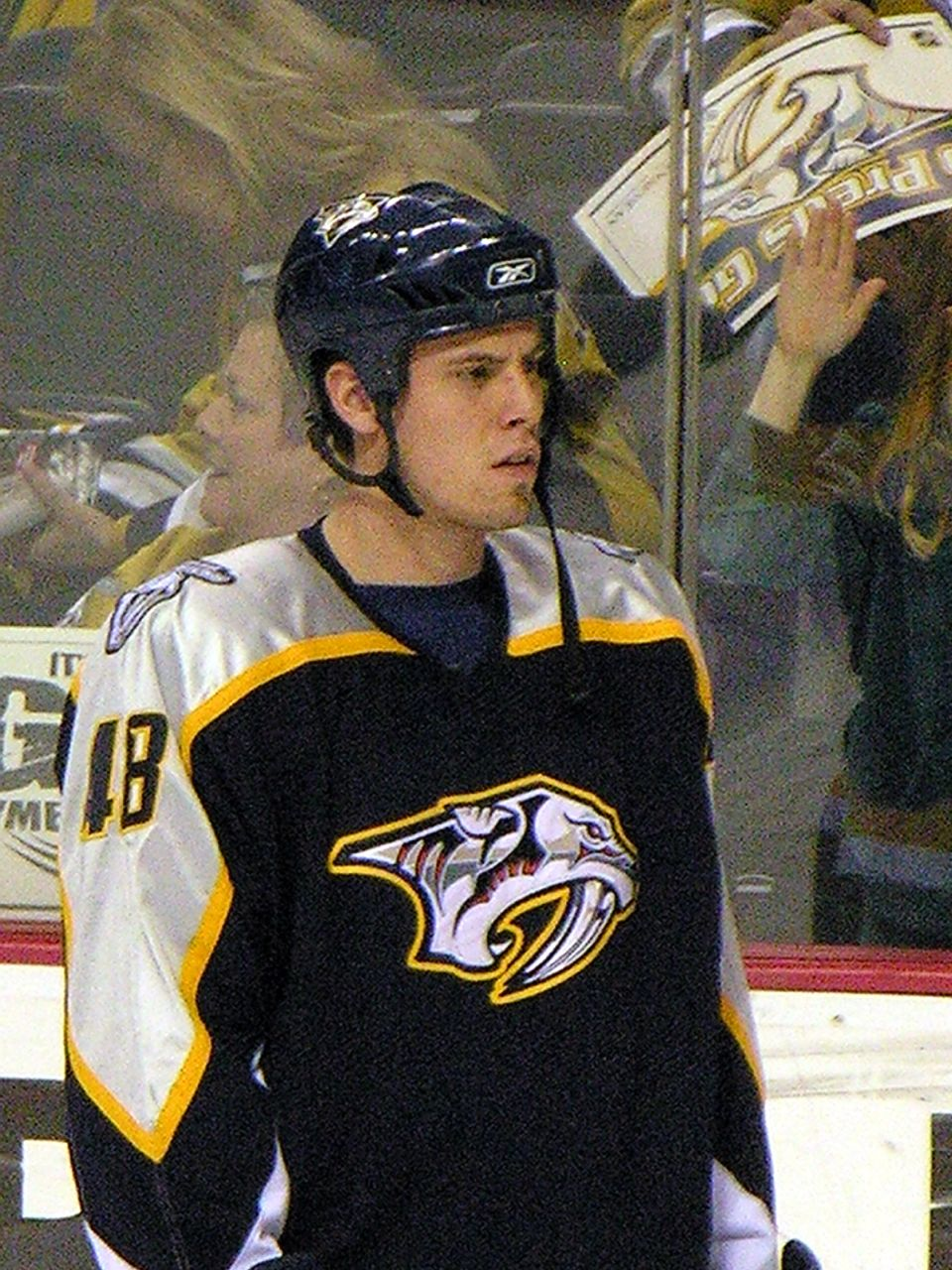
Un jugador de Nashville Predators, Shea Weber, en 2008.

Tras varios intentos de establecer un equipo de hockey potente en el estado de Tennessee, comenzaron a surgir noticias en 1995 sobre un hipotético traslado de los New Jersey Devils a la ciudad de Nashville y su reciente estadio, Nashville Arena. La ciudad de Nashville ofrecía 20 millones de dólares al equipo que quisiera trasladarse a la ciudad, pero los Devils finalmente permanecieron en Nueva Jersey. Tras este intento, el comisionario de la NHL Gary Bettman informó de que Nashville podría ser un fuerte candidato como "equipo de expansión" en el futuro.
En enero de 1997 un grupo de inversores liderado por el empresario Craig Leipold hizo una propuesta formal antes de que la NHL pidiese proyectos para un posible equipo de expansión, y en el mes de junio la liga garantizó franquicias en las ciudades de Nashville, Columbus, Atlanta y Minnesota. El club de Nashville, que ya contaba con el estadio desde hacía dos años, fue el primero en comenzar sus actividades a partir de 1998 siempre que garantizaran una venta de 12.000 abonos para esa temporada antes del 31 de marzo. Además, se fichó a David Polie (procedente de Washington Capitals) como primer director general.
El 25 de septiembre de 1997 se presenta oficialmente el escudo del equipo, que resulta ser el perfil de un dientes de sable. La razón de ser del mismo se debe a un hallazgo de restos de un smilodon durante una excavación en 1971, y que resultó ser una de las primeras especies del extinto animal. Posteriormente se dio a elegir entre los seguidores y abonados el nombre entre 75 opciones, siendo la elegida Predators (Depredadores).
A pesar de que el tope estaba marcado en 12.000 abonos, los Predators solo pudieron conseguir poco más de 6.000. Aun así la franquicia comenzó a funcionar, en parte gracias a que la ciudad de Nashville abonó el 31% de la fianza establecida por la NHL para comenzar a jugar, además de asumir las deudas del nuevo pabellón. El primer partido de los Predators fue en su estadio ante Florida Panthers el 10 de octubre de 1998, el cual perdieron 1-0.
Los primeros años del club no fueron buenos en lo deportivo. El equipo fue mejorando con el paso del tiempo, pero no logró meterse en la postemporada por el título hasta la temporada 2003-04, cuando terminaron en octavo lugar en su conferencia, siendo eliminados por los Detroit Red Wings en la primera ronda.
Tras la temporada suspendida por la huelga, los Predators comienzan bastante bien 2005-06 con una buena racha de victorias y lograron su primera temporada por encima de los 100 puntos. Esto les valió terminar en segundo lugar en su división y en cuarta posición en su conferencia. En playoff no tuvieron la misma suerte, y fueron derrotados a las primeras de cambio por los San Jose Sharks. La siguiente campaña comenzó con el fichaje del veterano Jason Arnott, un récord en puntos con 110 que les valió terminar cuartos en su conferencia, y una derrota en la postemporada de nuevo ante el mismo equipo de los Sharks.
El club se vio inmerso a partir de 2007 en fuertes rumores de traslado debido a que el equipo no vendía los abonos suficientes, lo cual afectó negativamente a la racha del club que, sin embargo, pudo clasificarse para playoff en octava posición de su conferencia. Allí cayeron ante los eventuales campeones de la Stanley Cup de ese año, los Detroit Red Wings. Por su parte, el propietario de la franquicia Craig Leipold vendió a finales de 2007 la empresa a un grupo de inversores de Tennessee con David Freeman como máximo accionista, a pesar de los rumores que advertían de un posible traslado a otra ciudad.

## Estadio

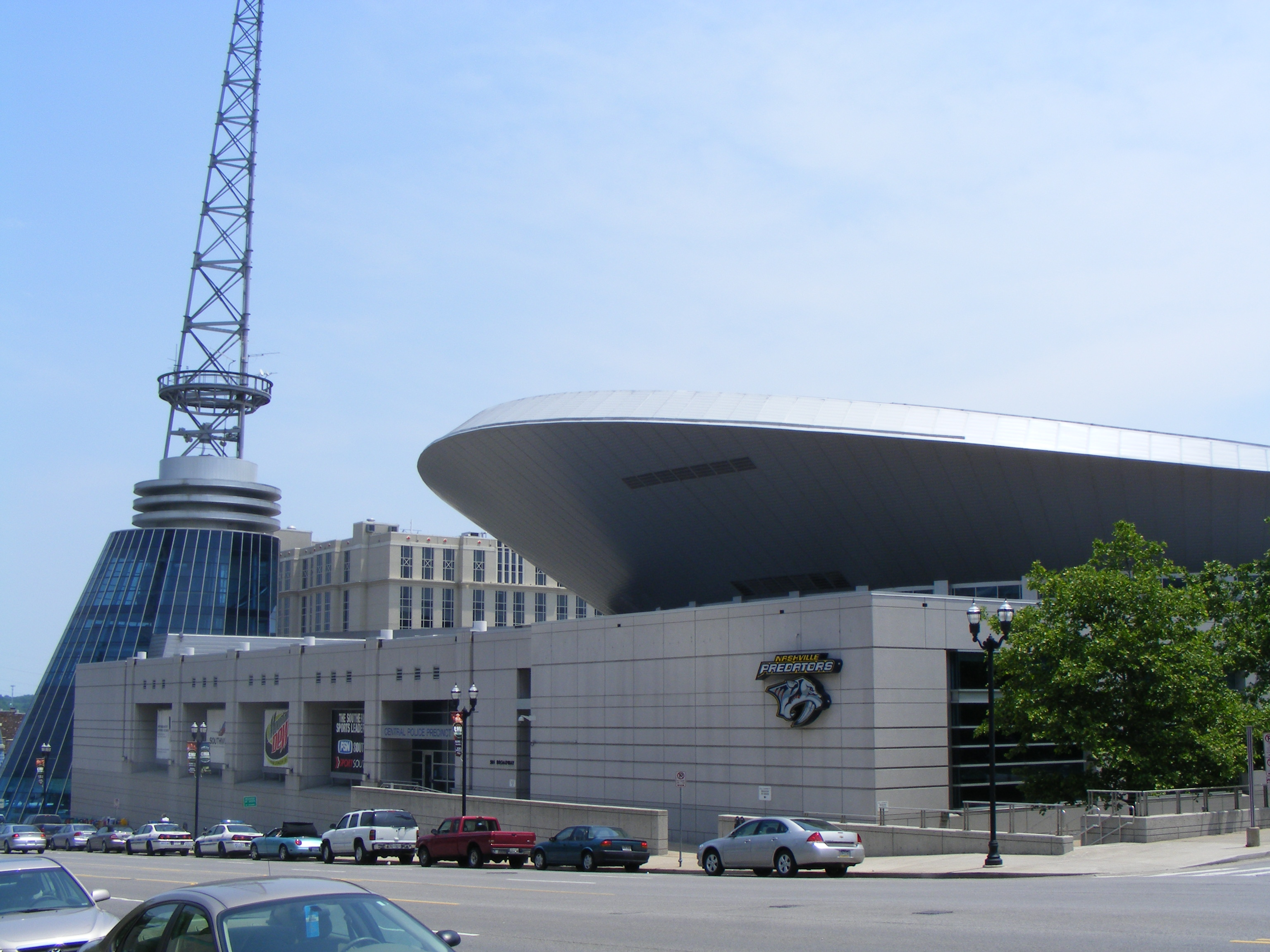
Exterior del Sommet Center.

El pabellón donde Nashville Predators juega sus partidos como local es el Bridgestone Arena, con capacidad para 17.000 espectadores. El terreno es un pabellón multiusos que alberga también baloncesto o conciertos musicales, además de varias exposiciones.
Fue fundado en 1996 originalmente como Nashville Arena, y fue uno de los factores por los que una de las cuatro franquicias de expansión de la NHL se asentara en Tennessee.

## Palmarés

### Trofeos individuales
- Lester Patrick Trophy: David Poile, 2000-01
- Roger Crozier Saving Grace Award: Dan Ellis, 2007-08

## Imagen del equipo

### Logo y equipación
El equipo ha usado siempre los colores azul y blanco, con presencia del amarillo y plata, para sus equipaciones. Ésta no ha sufrido ninguna variación reseñable.
Por otra parte, el escudo empleado por el equipo de Nashville es un perfil de la cara de un dientes de sable, del cual existe otra versión que muestra un mayor detalle del animal, de frente. El nombre del club fue elegido mediante votación de los abonados e hinchas de los Predators.